# Pomnik Katyński w Opocznie
Pomnik Katyński w Opocznie – pomnik wzniesiony ku czci Polaków zamordowanych na terenie ZSRR w latach 1939–1956.
Pierwotnie pomnik w formie symbolicznej mogiły ku czci Polaków zamordowanych w ZSRR został odsłonięty 17 września 1995 r. 11 listopada 2000 r. do pomnika dodano kamienne płyty pamiątkowe z nazwiskami mieszkańców Ziemi Opoczyńskiej zamordowanych na terenie Związku Radzieckiego. Ze względu na kontrowersje związane z umieszczonymi na pamiątkowych płytach nazwiskami w 2010 roku pomnik został przebudowany i ponownie odsłonięty z nowymi płytami 13 kwietnia 2010, w 70. rocznicę mordu katyńskiego.
Pomnik ma formę trzech podwójnych, wykonanych ze stalowych szyn kolejowych, krzyży połączonych ramionami i oplecionych drutem kolczastym. W środkowej części, na stalowej płycie, umieszczono napis „KATYŃ”. Poniżej na kamiennej płycie wyryto inskrypcję „W hołdzie Polskim jeńcom wojennym zamordowanym przez NKWD i zaginionym na terenie Związku Sowieckiego w czasie drugiej wojny światowej – mieszkańcy gminy Opoczno”.
Wokół pomnika ułożono kamienne płyty z nazwiskami osób związanych z Ziemią Opoczyńską zamordowanych w Katyniu, Charkowie i Kalininie (Twerze) oraz zaginionych na terenie Związku Sowieckiego w czasie II wojny światowej.

## Galeria

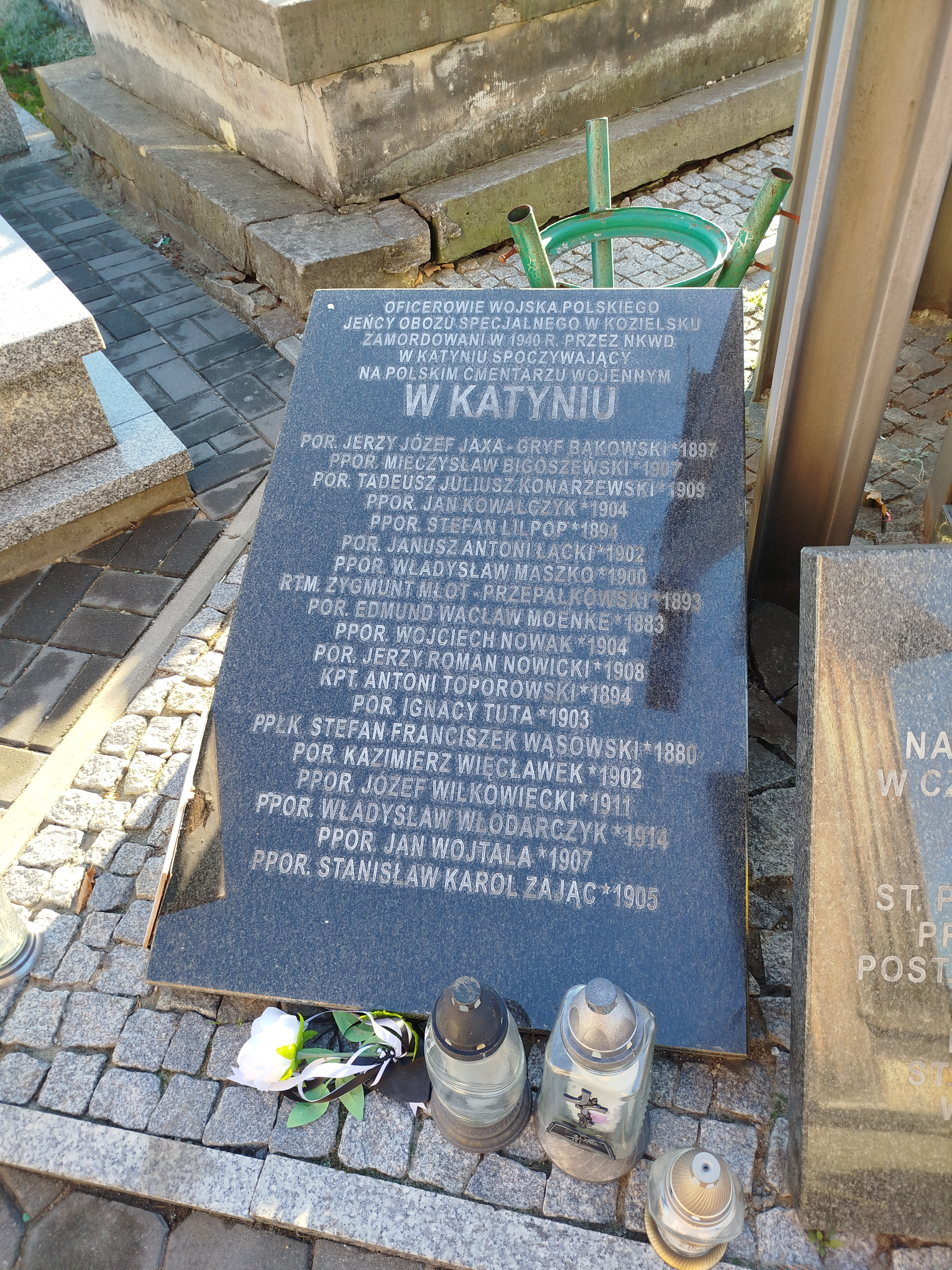
Tablica kamienna z nazwiskami oficerów Wojska Polskiego zamordowanych w 1940 r. w Katyniu
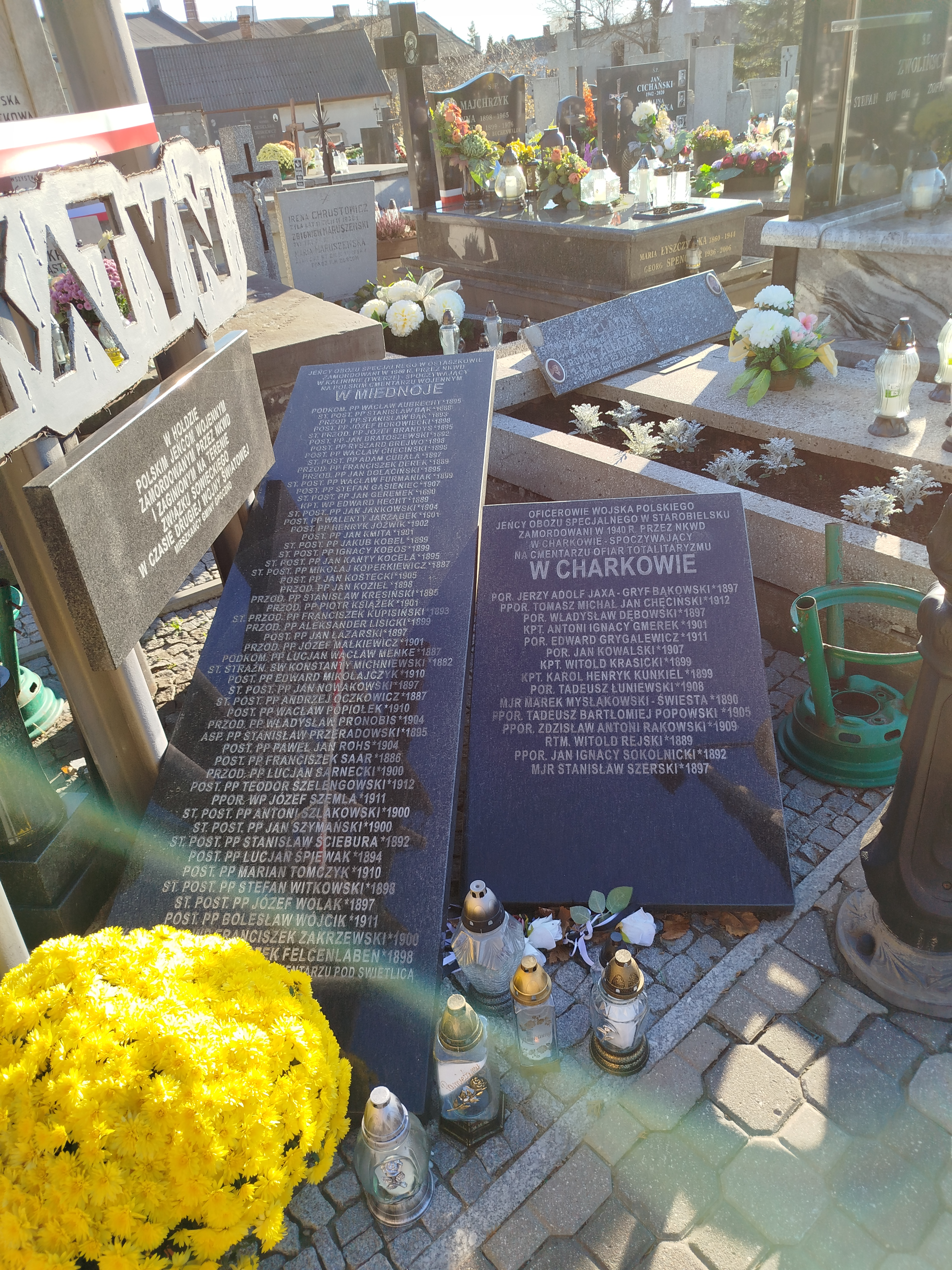
Kamienne płyty z nazwiskami jeńców zamordowanych przez NKWD w Kalininie (Twerze) i Charkowie
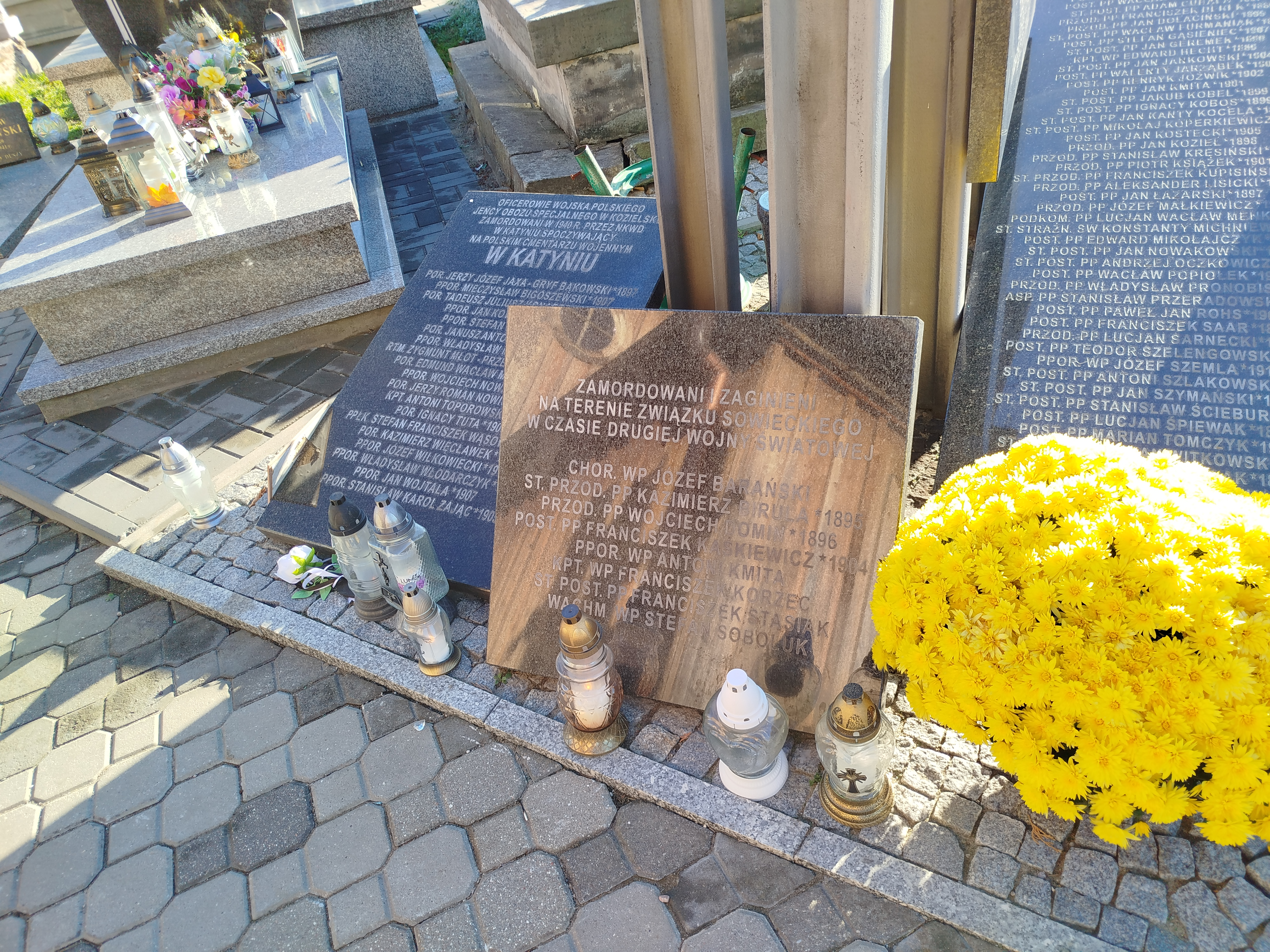
Kamienna płyta z nazwiskami osób zamordowanych i zaginionych na terenie ZSRR w czasie II wojny światowej